# Orland Hills
Orland Hills – wieś w Stanach Zjednoczonych, w stanie Illinois, w hrabstwie Cook.